# Gustave-Henri Colin

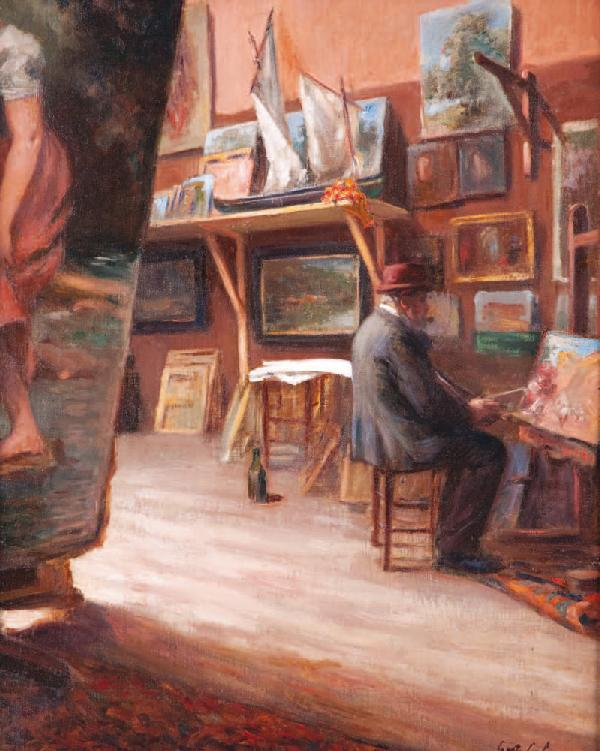
Gustave-Henri Colin, De schilder in zijn atelier

Gustave-Henri Colin (Arras, 11 juli 1828 - Parijs  28 december 1910) is een Franse kunstschilder. Hij schilderde vooral landschappen en genrestukken in de traditie van de School van Barbizon.

## Biografie
Hij was de zoon van Charlotte Opportune Joseph Vaast en de rechter Jacques-Henry Colin. Gustave-Henri was eveneens voorbestemd voor een carrière bij het gerecht, maar al tijdens zijn middelbareschooltijd werd zijn artistiek talent opgemerkt. Hij kreeg zijn eerste opleiding vanaf 1847 bij Constant Dutilleux in Arras en studeerde daarna verder bij Ary Scheffer en Thomas Couture in Parijs. Hij studeerde ook bij Jean-Baptiste-Camille Corot door wie hij sterk beïnvloed werd. Hij exposeerde voor het eerst op de Parijse salon in 1857 met Portrait de grand-mère.
In 1858 vestigde hij zich in Ciboure waar hij landschappen, kustgezichten en stierengevechten schilderde in de open lucht. In 1862 verhuisde hij naar Saint-Jean-de-Luz waar hij James McNeill Whistler ontmoette.
Colin werd leraar aan de Académie Julian in Parijs. Hij nam deel aan de Salon des refusés in 1863 en aan de eerste tentoonstelling van de impressionisten in 1874 met vijf werken in de catalogus. Daarna nam hij regelmatig deel aan de Salon en liet regelmatig werken veilen bij het Hôtel Drouot.
Hij werd gelauwerd met een eremedaille op de Salon van 1880, een zilveren medaille in 1889 en een gouden medaille in 1900. In 1907 werd hij benoemd tot officier in het Légion d’honneur.

## Werken
Enkele werken van Colin per bewaarplaats:
- Arras, Musée des beaux-arts: Combat de taureau, (Stierengevecht)
- Bayonne, Musée basque et de l'histoire de Bayonne: Partie de pelote sous les remparts de Fontarabie (Een partijtje pelota onder de muren van Fontarabie)
- Bosmie-l'Aiguille, château:
  - Jeune fille passant un gué, (Jong meisje in een voorde)
  - Scène de vendange, (Oogstscène)
- Rijsel, Palais des beaux-arts: Le Castillo et le Goulet de Pasajès.
- Parijs, musée d'Orsay:
  - La Femme de l'artiste, (De vrouw van de kunstenaar)
  - Bohémiennes
  - Paysage basque (Baskisch landschap)

## Galerij

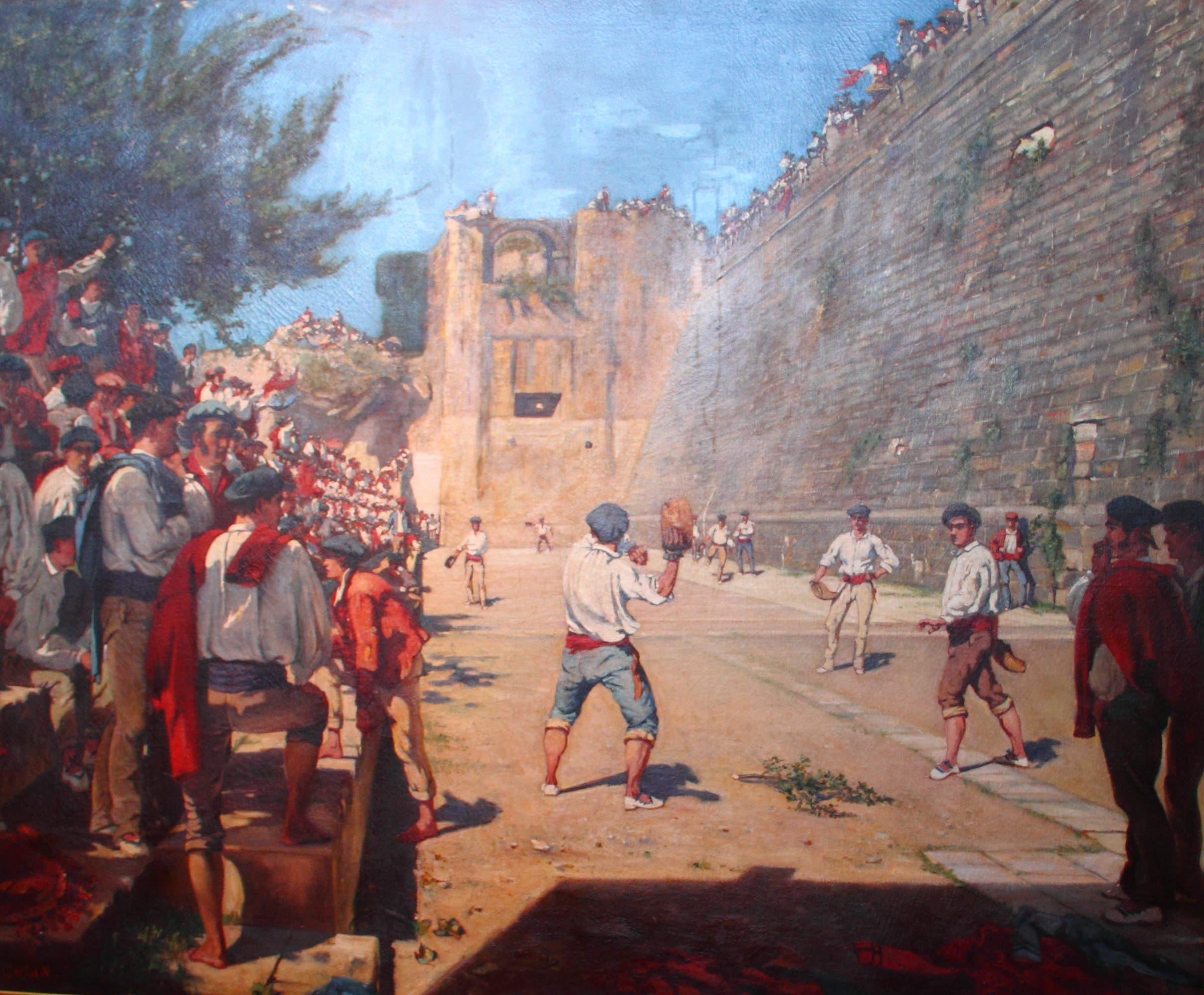
Partie de pelote sous les remparts de Fontarabie, Musée Basque et de l'histoire de Bayonne
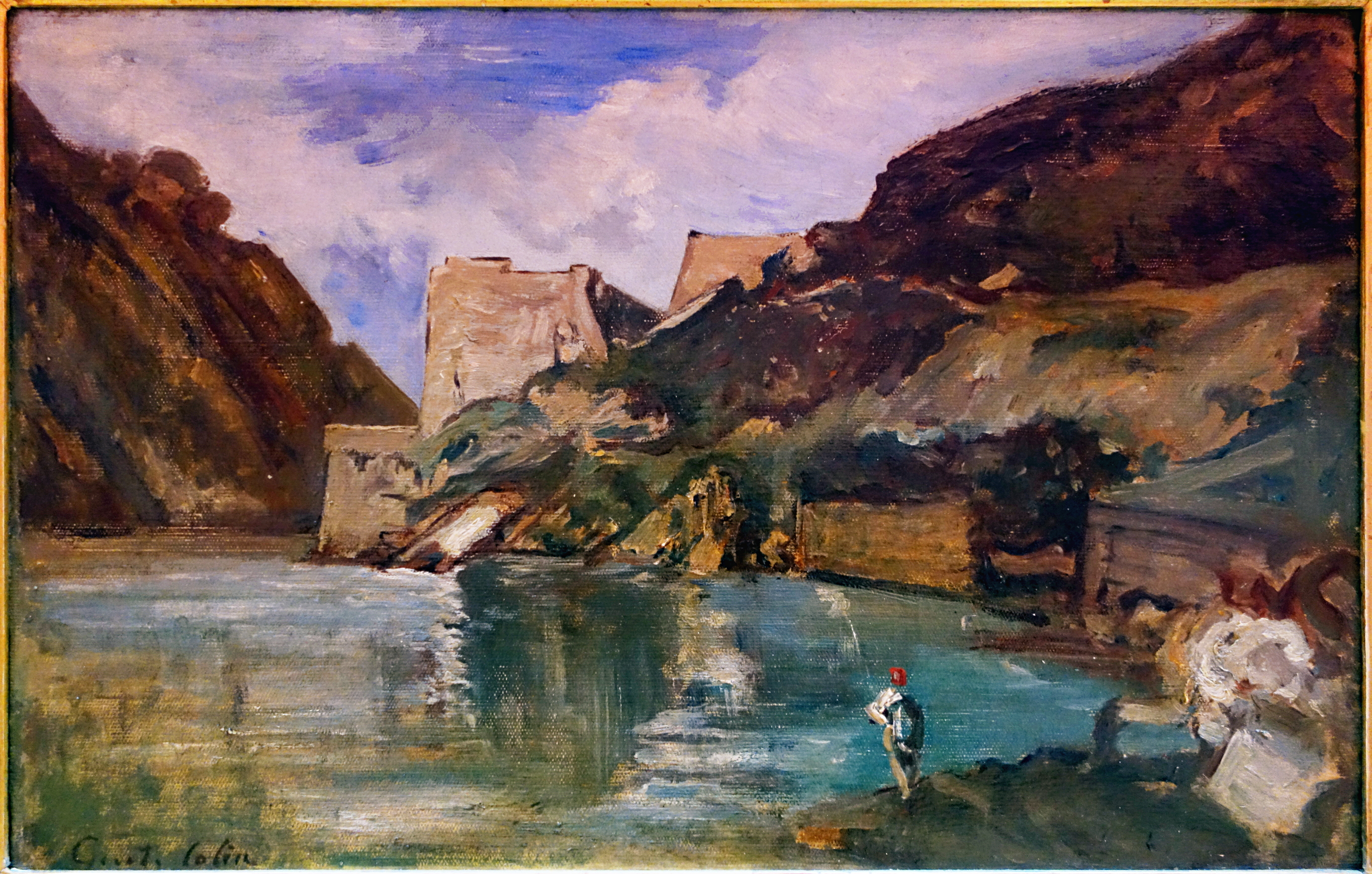
Le Castillo et le Goulet de Pasajès, Palais des beaux-arts, Lille

- Bibliothèque nationale de France: cb14971808x (data)
- Gemeinsame Normdatei: 121910172
- International Standard Name Identifier: 0000 0000 6679 9071
- Library of Congress Control Number: nb2007018601
- Base Léonore: LH//564/2
- RKD-Nederlands Instituut voor Kunstgeschiedenis: 17670
- Système universitaire de documentation: 099379538
- Union List of Artist Names: 500096329
- Virtual International Authority File: 5800302
- WorldCat: E39PBJwhDkThDdvCdtrYqtcMfq